# William Giraldi
Pour les articles homonymes, voir Giraldi.
Œuvres principales
- Aucun homme ni dieu

William Giraldi, né le 11 mai 1974 dans le Connecticut, est un écrivain américain.

## Biographie
Il a grandi dans le New Jersey à Manvillepuis à Hillsborough Township (en). Il enseigne à l'Université de Boston, ville où il vit aujourd'hui avec sa femme et ses deux fils.

## Romans
- Le Corps du héros, Éditions Globe, 2018 ((en) Busy Monsters, W. W. Norton & Company, 2011)
- Aucun homme ni dieu, Autrement, 2015 ((en) Hold the Dark, W. W. Norton & Company, 2014)